# Chimakonde
Chimakonde, auch einfach Makonde, andere Bezeichnungen Chinimakonde, Konde, Matambe, Matambwe, Mekwengo, ist die Sprache der Bantu-Ethnie Makonde im Südosten Tansanias und im Nordosten Mosambiks.
Chimakonde ist eine zentrale Bantusprache und wird in Mosambik in der Provinz Cabo Delgado von etwa 350.000 Menschen gesprochen, in Tansania hauptsächlich auf dem Makonde-Plateau in der Region Mtwara. Die Zahl der Sprecher in Tansania dürfte bei knapp 1 Million liegen. Am nächsten verwandt ist Chimakonde mit der Sprache Yao der überwiegend in Malawi ansässigen Wayao.
Die Schriftsprache benutzt das lateinische Alphabet.